# Bremer Freimarkt
Bremer Freimarkt (en español: Mercado Libre de Bremen), también conocido sencillamente como Freimarkt, es un Volksfest, feria medieval y festival de la ciudad de Bremen, Alemania, siendo una de las fiestas populares más antiguas y grandes de todo el país.

## Características
La feria, establecida en 1035 como Freimarkt —un mercado libre medieval—, acoge durante los 17 días de su duración (en la segunda mitad de octubre, siempre entre viernes y domingo) a una media de cuatro millones de visitantes y 300 feriantes y artistas, siendo por tanto además el festival folclórico más grande del norte de Alemania. Conocida por los lugareños como fünfte Jahreszeit (la quinta estación del año), se desarrolla sobre 100 000 metros cuadrados divididos en dos áreas: el Kleiner Freimarkt («Pequeño Freimarkt»), ubicado en la plaza del Mercado (lugar original del mercado medieval), y la zona principal en la Bürgerweide, adyacente a la Estación central de Bremen (Bremen Hauptbahnhof) y al recinto ferial de la ciudad (Messe Bremen).
El evento más destacado de la fiesta es la gran procesión que tiene lugar el segundo sábado del festival. Al igual que otros grandes festivales de este tipo en el norte de Alemania (como el Hamburger Dom), se caracteriza por una mezcla de establecimientos gastronómicos, actuaciones y un gran parque de atracciones, donde las instalaciones son propiedad privada de los feriantes.
La fiesta comienza con el tradicional grito de Ischa Freimaak! , que en el dialecto de Bremen significa «¡El Freimarkt ya está aquí!» (lit. «¡Es Freimarkt!»).

## Historia
Aun antes de la creación del Sacro Imperio Romano Germánico, los mercados semanales, en los que se desarrollaban todos los acuerdos de compraventa, negociaciones y transacciones comerciales, estaban controlados por los gremios locales que ejercían el monopolio sobre el comercio de bienes. El 16 de octubre de 1035, el emperador de Romanos Conrado II, a instancias del arzobispo de Bremen, concedió a este por medio de la dispensa Jahrmarkt-Gerechtigkeit ("Justitia del mercado anual") un permiso para organizar un mercado en la ciudad de Bremen dos veces al año, a saber, en la semana previa a Pentecostés y en la semana previa a la fiesta de Wilehado (8 de noviembre). Durante su celebración se levantaban las restricciones que impedían a los comerciantes locales y foráneos a comerciar libremente, dando lugar a lo que se conocería a partir de entonces como Freimarkt (mercado libre).

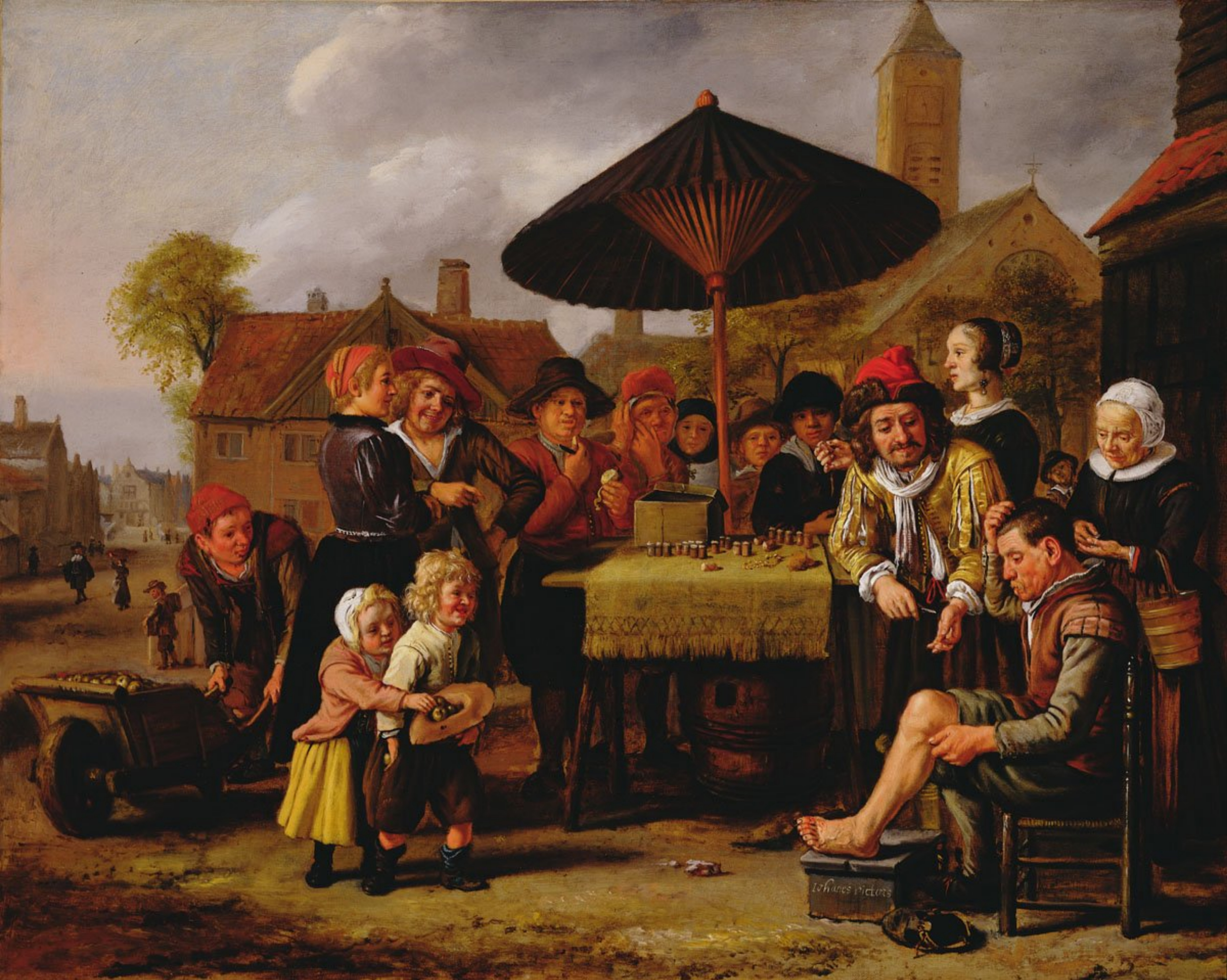
Un charlatán vendiendo su mercancía en el Freimarkt. Por Jan Victors. Museo de Bellas Artes de Budapest

En aquellos tiempos campesinos, artesanos y jornaleros solo cobraban dos veces al año (un sueldo por cada medio año, en otoño y en primavera), por lo que las fechas del mercado libre se establecieron inmediatamente después de las jornadas de pago, eso sí – ajustándose al calendario cristiano. El mercado de otoño (octubre-noviembre) era particularmente popular, ya que muchos agricultores llegaban a Bremen para vender los excedentes de cosecha y hacer sus compras de invierno. Bremen fue la primera vez que se otorgaba una dispensa imperial de este tipo, convirtiendo por tanto el término Freimark en un sinónimo del mercado de Bremen, aunque posteriormente este tipo de ferias se convertiría en toda una institución a lo largo y ancho del imperio.
En el siglo XIV se otorgó a la ciudad de Bremen el control del mercado (hasta entonces en manos de la iglesia a través del arzobispado), concediéndole por primera vez de forma oficial el nombre de Freimarkt en 1339 con la publicación del Krameramtsprivileg. Como resultado del traspaso de poderes a las autoridades civiles, las fechas del mercado ya no estaban ligadas al calendario eclesiástico, celebrándose por ende en las fechas más favorables para los comerciantes.
Desde la fundación del mercado de Bremen, todos los emperadores que siguieron a Conrado II renovaron el privilegio del Freimarkt por decreto imperial, hasta que en 1793 Francisco II pusiera el poder de decisión sobre el mercado en manos del Senado de Bremen. En 1861, más de medio siglo tras la disolución del Sacro Imperio, se concluyó el papel del Bremer Freimarkt como mercado libre, año en que la ya Ciudad Libre Hanseática de Bremen resolvió introducir el libre mercado como concepto generalizado.

### De mercado libre a fiesta popular
Durante 700 años el Bremer Freimarkt desempeñó su papel original como mercado de productos de libre comercio. No fue hasta entrado el siglo XIX que se le añadiría la facera más festiva, convirtiéndose hacia finales de dicho siglo en una feria dedicada enteramente al entretenimiento. La primera atracción, un gigante columpio, se instaló ya en 1818, y en 1822 se introdujo el carrusel de caballos (el segundo de toda la región). En 1847 ya se podía saborear en el Freimarkt los Schmalzkuchen, un típico buñuelo originalmente en base a manteca de cerdo (de ahí su nombre) que actualmente se suele elaborar con aceite vegetal, junto con otros dulces (principalmente Honigkuchen —pan de jengibre con miel— y los algodones de azúcar), pequeños platos y bebidas. 
Este mismo año (1847) se completó la construcción de la línea ferroviaria Bremen-Hannover, facilitando el acceso a la feria de un número mucho mayor de asistentes de toda la región, y al mismo tiempo haciendo posible el transporte de más atracciones e instalaciones más grandes, que la convertirían en uno de los eventos más multitudinarios de la región. El primer martillo de feria fue instalado en 1857 y en 1870 llegaron los organillos que convertirían la feria además en un evento musical. En 1881 se instaló un carrusel de barcos, y en 1890 se construyó la primera montaña rusa.
La costumbre de saltarse las clases de tarde en los colegios de Bremen durante el Freimarkt se abolió por ley en 1875, no obstante hubo un acuerdo tácito de no dar deberes a los alumnos durante las semanas del festival.